# Den falske Generaldirektør
Den falske Generaldirektør er en dansk stum komediefilm fra 1908 produceret af Nordisk Films Kompagni og instrueret af Viggo Larsen.

## Handling
Borgmester Juul modtager et telegram med besked om, at Generaldirektøren kommer på visit. Borgmesteren ønsker at invitere Generaldirektøren på middag, men han mangler en tjener til middagen. Han arrangerer med den lokale arrestforvalter, at den eneste fange i arresten, Osvald, kan fungere som tjener til middagen. Osvald vaskes og får fint tøj på og er klar. Pludselig får borgmesteren et vigtigt telegram, og han må forlade hjemmet, og Osvald er pludselig alene i værelset. Generaldirektøren ankommer, og Osvald tager imod ham, men fører ham ned i arresten, hvor han spærrer ham inde. Osvald udgiver sig herefter for at være Generaldirektøren og der udspiller sig en række muntre scener under middagen, der kulminerer, da Osvald synker under bordet under vægten af de mange glas han har indtaget. 
Heldigvis kommer borgmesteren hjem og fejltagelsen opklares. Generaldirektøren lukkes ud af arresten, men er højmodig nok til at give Osvalds spilopper fra den humoristiske side.

## Medvirkende
- Lauritz Olsen
- Gustave Lund